# Лавено-Момбело
Лавено-Момбело (итал. Laveno-Mombello) је насеље у Италији у округу Варезе, региону Ломбардија.
Према процени из 2011. у насељу је живело 8130 становника. Насеље се налази на надморској висини од 201 м.

## Становништво
| 1931. | 1936. | 1951. | 1961. | 1971. | 1981. | 1991. | 2001. | 2011. |
| ----- | ----- | ----- | ----- | ----- | ----- | ----- | ----- | ----- |
| 5.798 | 5.954 | 6.749 | 7.399 | 8.695 | 9.037 | 8.883 | 8.736 | 8.905 |